# Полен Ріва
Полен Ріва (фр. Paulin Riva) — французький регбіст, олімпійський чемпіон. 
Золоту олімпійську медаль та звання олімпійського чемпіона Ріва виборов на Паризькій олімпіаді 2024 року в складі збірної Франції з регбі-7.